# Hochhausen (Haßmersheim)
Hochhausen ist ein am Neckar gelegenes Dorf im Neckar-Odenwald-Kreis, das seit 1972 zu Haßmersheim gehört.

## Geschichte

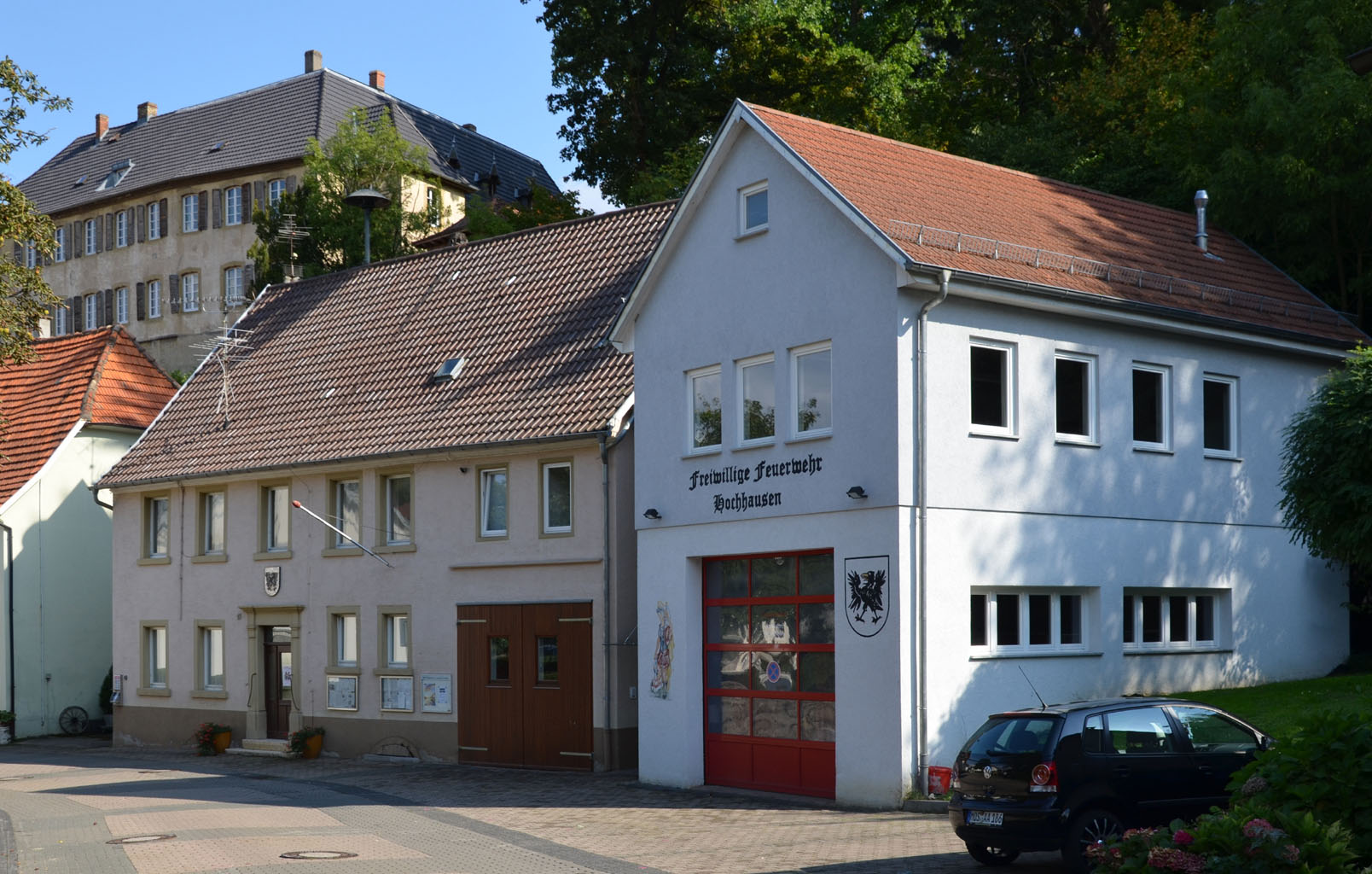
Rathaus, Freiwillige Feuerwehr und Schloss in der Ortsmitte von Hochhausen

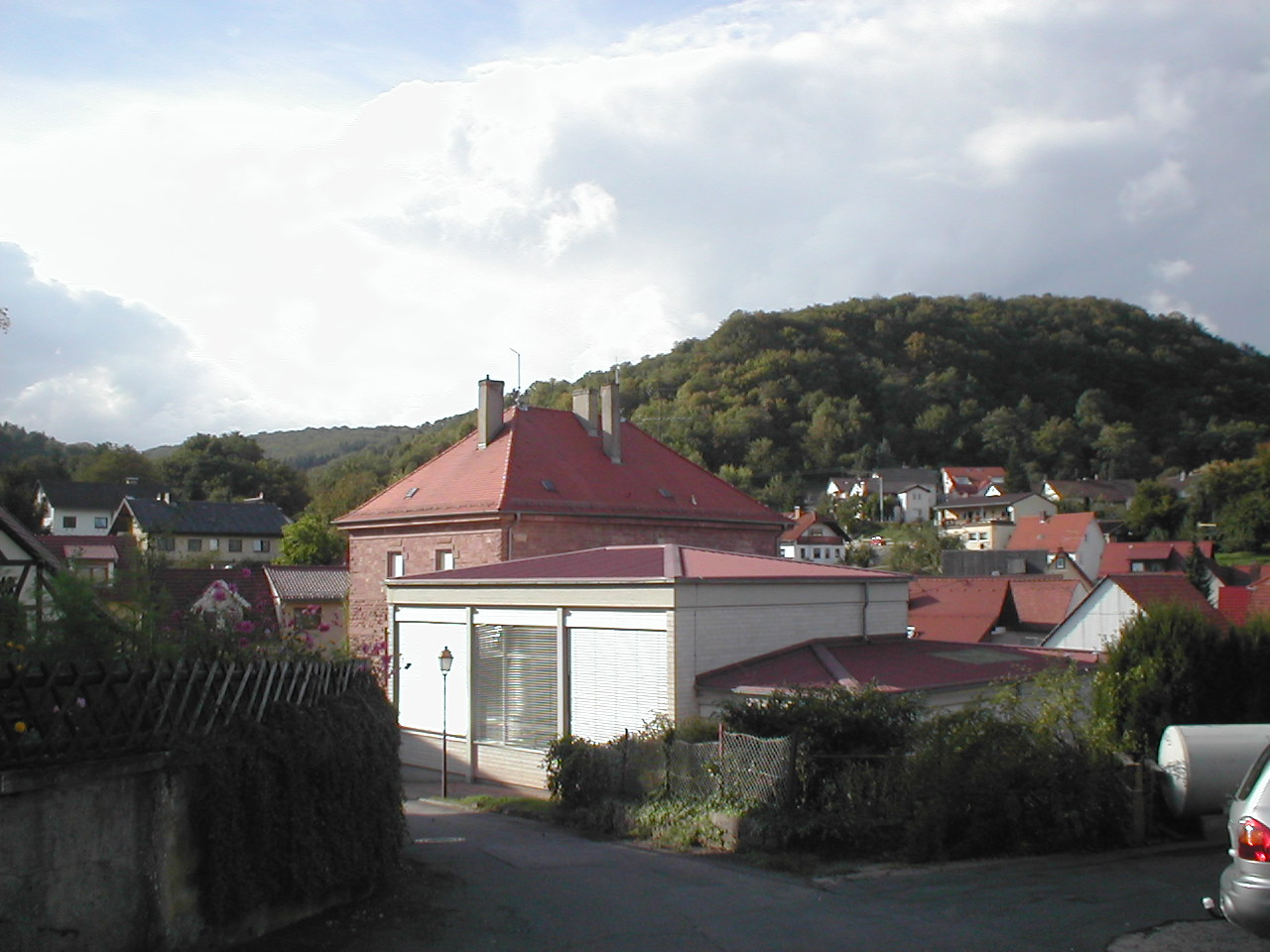
Blick von der Schule über Hochhausen

Hochhausen ging aus einem fränkischen Königsgut hervor und wurde erstmals am 26. Mai 788 unter der Urkunden-Nr. 2457 des Lorscher Codex erwähnt. Eine „Emehilt“ verschenkte unter anderem in Hochhausen eine Hofreite und zwölf Morgen Land. Die erste Besiedlung erfolgte jedoch schon wesentlich früher, da in Hochhausen Reste einer römischen Villa rustica, eines zum Neckar-Odenwald-Limes gehörenden Wirtschaftshofes, gefunden wurden. Um 950 ging der Besitz des Hofgutes an das Kloster Weißenburg über, zur selben Zeit wird auch erstmals eine Basilika in Hochhausen erwähnt, die einer Sage zufolge zu Ehren der angeblich im 7. Jahrhundert dort begrabenen Notburga von Hochhausen errichtet wurde.
Im 12. Jahrhundert gab es im Ort neben der Kirche etwa 25 Häuser. 1259 erwarb das Bistum Speyer den Ort und gab es um 1300 den Horneck von Hornberg als Lehen. Diese haben später die Burg des Ortes errichtet und durch sie wurde der sich längs des Kailbachtals ansiedelnde Ort im 16. Jahrhundert reformiert. Aufgrund der Baustruktur des Altortes (zahlreiche einfache Wohnhäuser ohne Stallungen) wird vermutet, dass ein Großteil der Einwohner im Tagelöhner-Verhältnis zur Grundherrschaft stand. Der heute weitgehend verdolte Kailbach trieb eine oder mehrere Mühlen an.
1734 starb mit den Herren von Hornberg die Grundherrschaft des Ortes aus und Hochhausen fiel an deren bayrische katholische Linie, wodurch es zu Glaubensstreitereien um den Ort kam, der letztlich an den Bischof von Speyer zurückgegeben wurde. Zwischen 1743 und 1753 erwarben die Herren von Helmstatt den Ort und errichteten 1770 auf den Überresten der früheren Burg das Hochhausener Schloss, das Stammsitz der Hochhausener Linie der Familie werden sollte. Freiherr Damian Hugo von Helmstatt erließ 1756 Verordnungen über den Frondienst der Untertanen sowie über die Neckarschifffahrt.
1806 kam Hochhausen nach der Mediatisierung der Regionalfürstentümer zum Großherzogtum Baden. 1815 wurde eine katholische Kapelle errichtet. Ab 1855 bestand eine Zigarrenfabrik, 1888 wurde ein Gipswerk eröffnet, das seine Stollen an der Gemarkungsgrenze zu Obrigheim hatte.
1930 hatte Hochhausen 434 Einwohner, 1939 wurden 383 Einwohner gezählt, Ende 1945 waren es 454. 1952 wurde der Finkenhof eingemeindet. Am 1. Januar 1972 erfolgte die Eingemeindung nach Haßmersheim. Hochhausen hat heute (Stand: 2018) 776 Einwohner.

## Wappen
Blasonierung: In Silber ein schwarzer Rabe mit ausgebreiteten Flügeln. Der Rabe ist das Wappentier der Herren von Helmstatt.

## Sehenswürdigkeiten

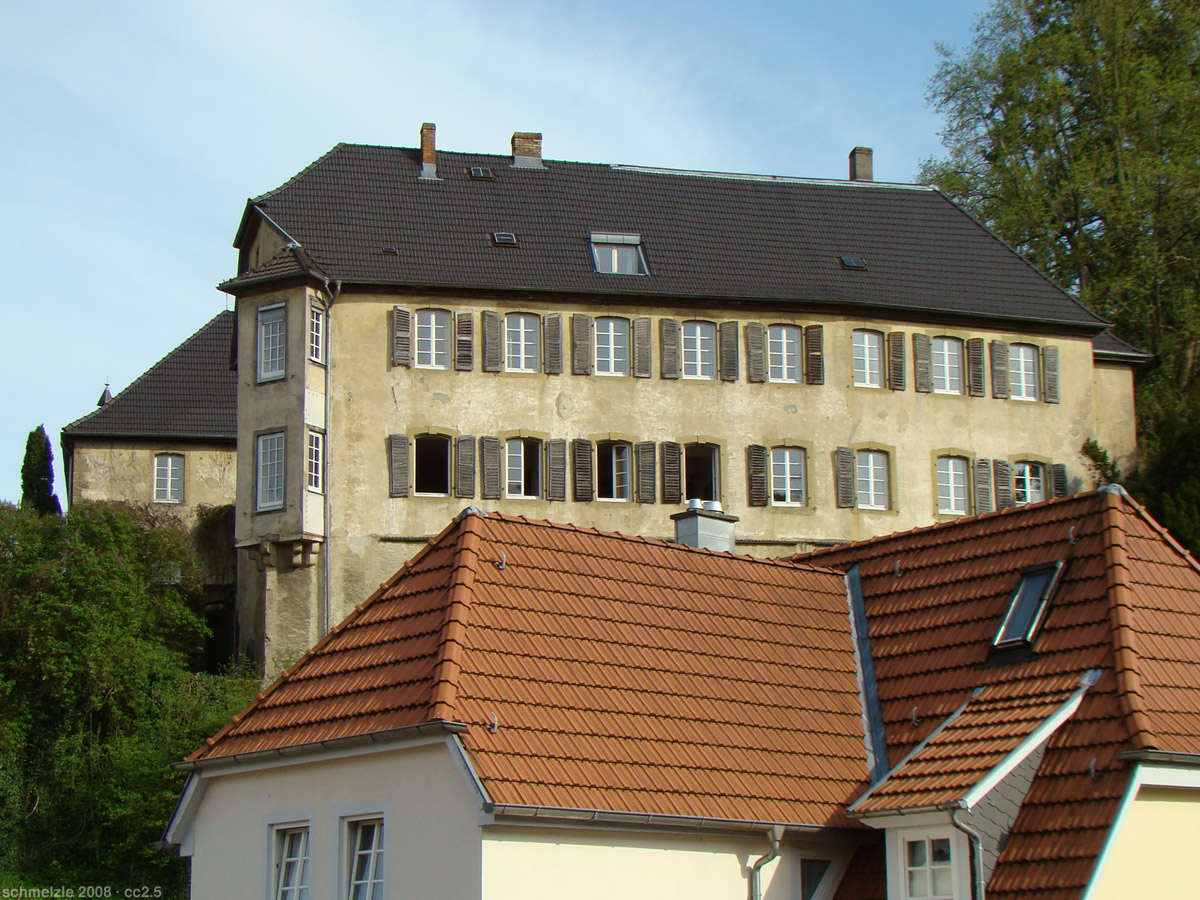
Schloss Hochhausen

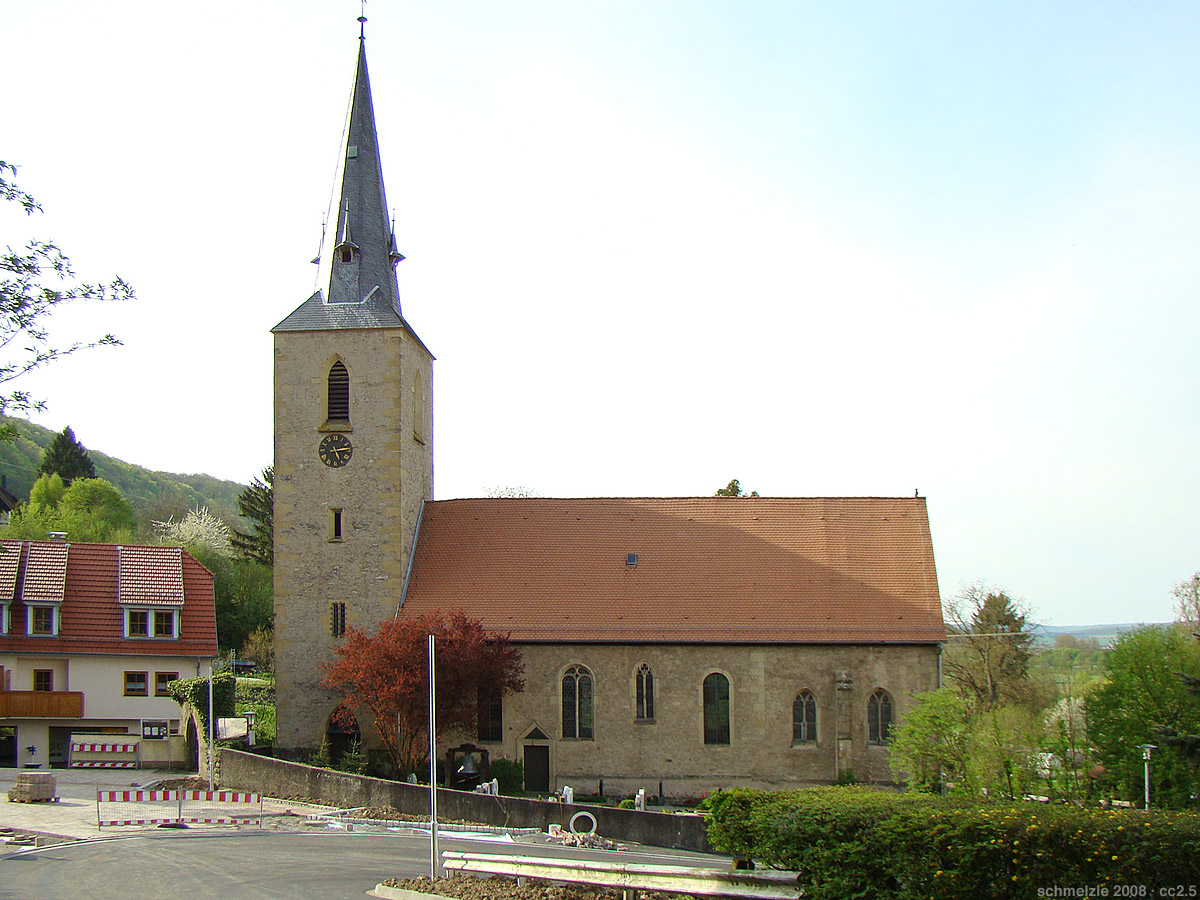
Notburga-Kirche

- Das Schloss Hochhausen wurde im Jahr 1770 von Damian Hugo von Helmstatt erbaut und später von seinem Nachfahren Raban von Helmstatt um die große Halle zu seiner heutigen Gestalt erweitert.
- Die Notburgakirche Hochhausen geht in ihrer heutigen Gestalt auf das 14. Jahrhundert zurück. Die mehrfach umgebaute Kirche weist zahlreiche Kunstschätze auf, neben dem Notburga-Grab mit der plastischen Darstellung der Ortsheiligen auch einen historischen Flügelaltar sowie schmuckvolle farbig gefasste mittelalterliche Grabplatten.
- Nordwestlich von Hochhausen befinden sich die einstigen Hochhausener Weinberge, die heute als Naturschutzgebiet ausgewiesen sind. Weiter nordwestlich auf der Hochfläche des Karlsbergs liegt der Finkenhof, ein historisches Hofgut, das 1812 in den Besitz von Franz Ludwig von Helmstatt (1752–1841) kam, dessen 1844 errichtete Grabpyramide sich in einem Wäldchen oberhalb des Gutshofs befindet.
- Die Notburga-Höhle am Neckarufer südöstlich des Ortes ist ein Schauplatz einer der Legenden, die sich um Notburga von Hochhausen ranken. Sie ist eine regionale fiktive Gestalt, der auch die Kirche des Ortes gewidmet ist.

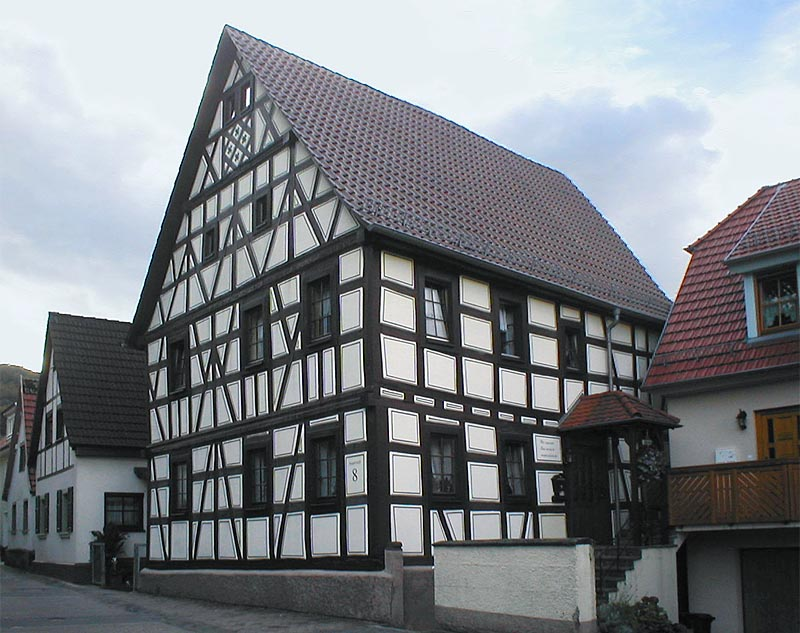
Historisches Fachwerkhaus
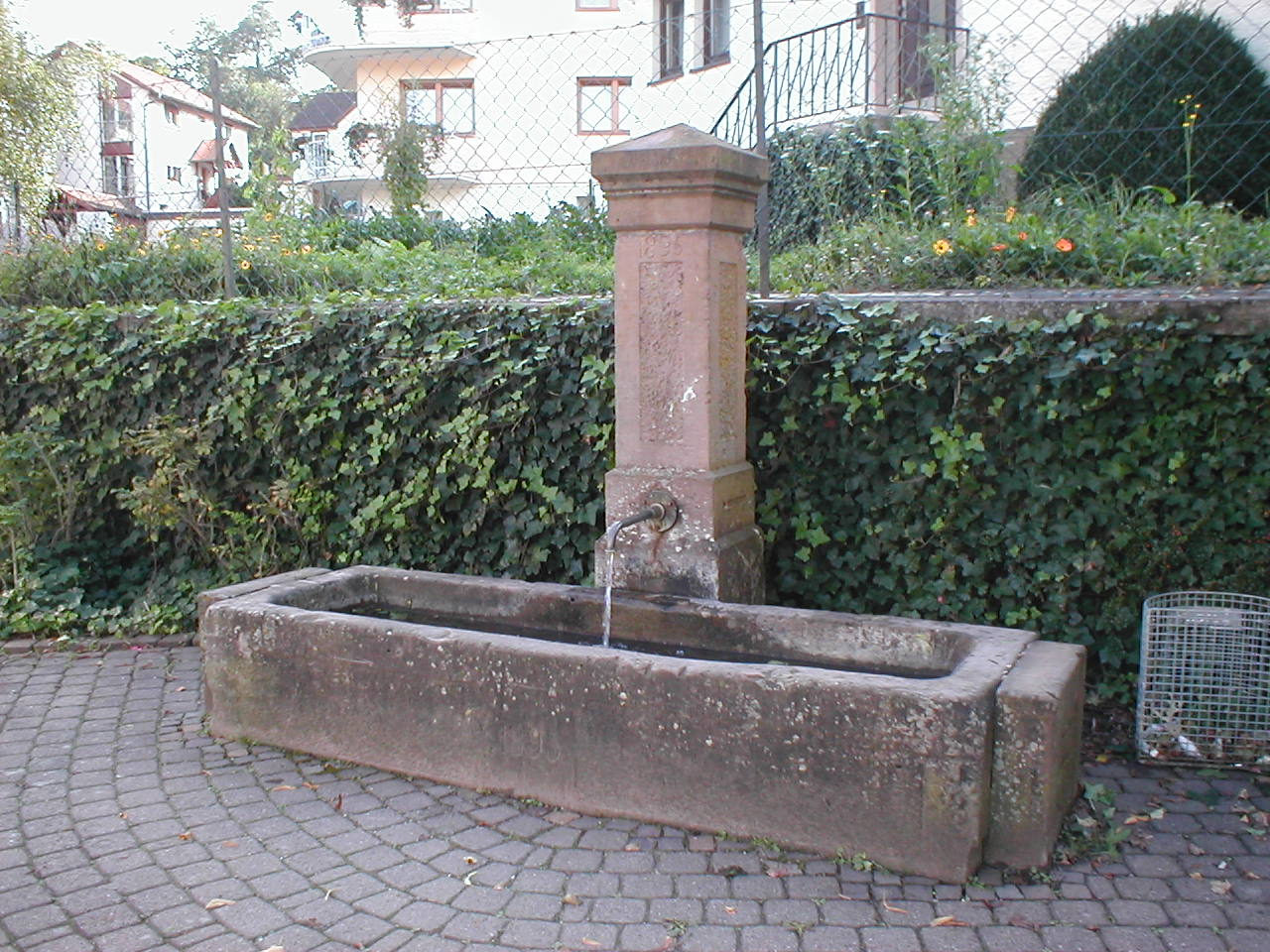
Dorfbrunnen von 1895
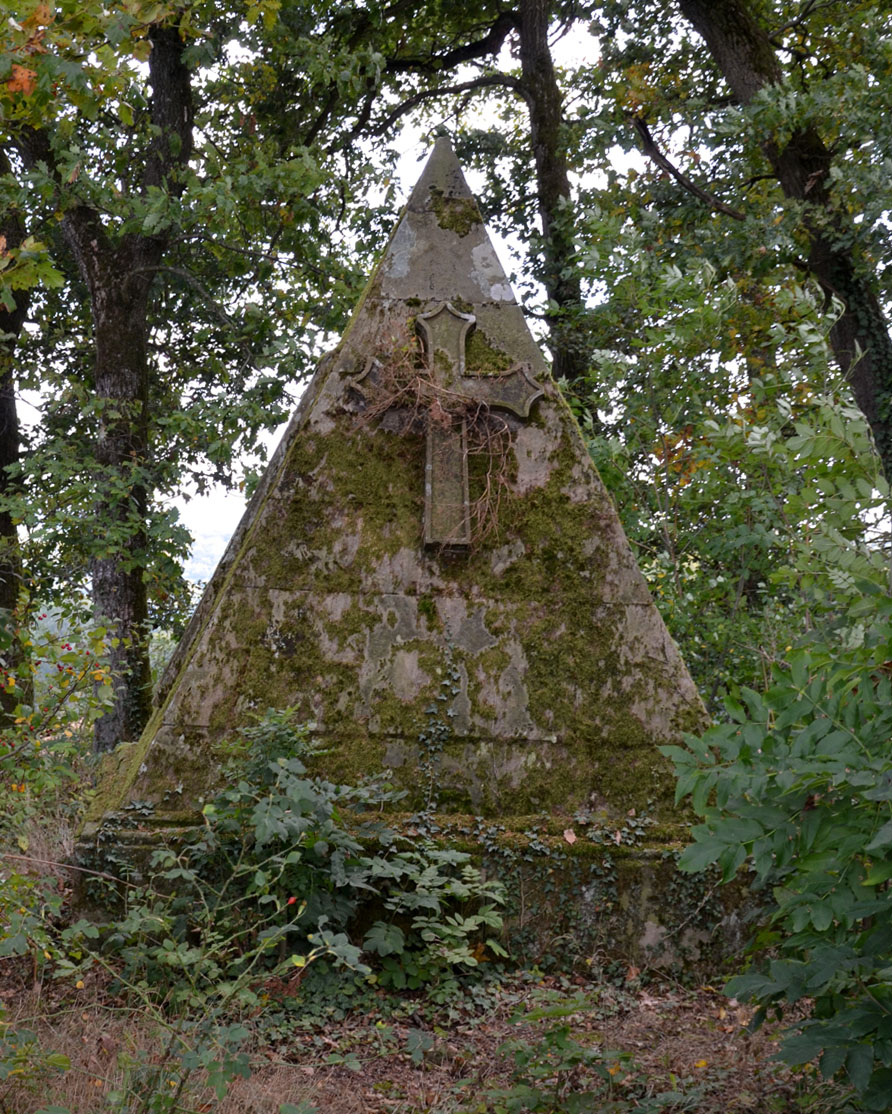
Helmstatt-Grabpyramide
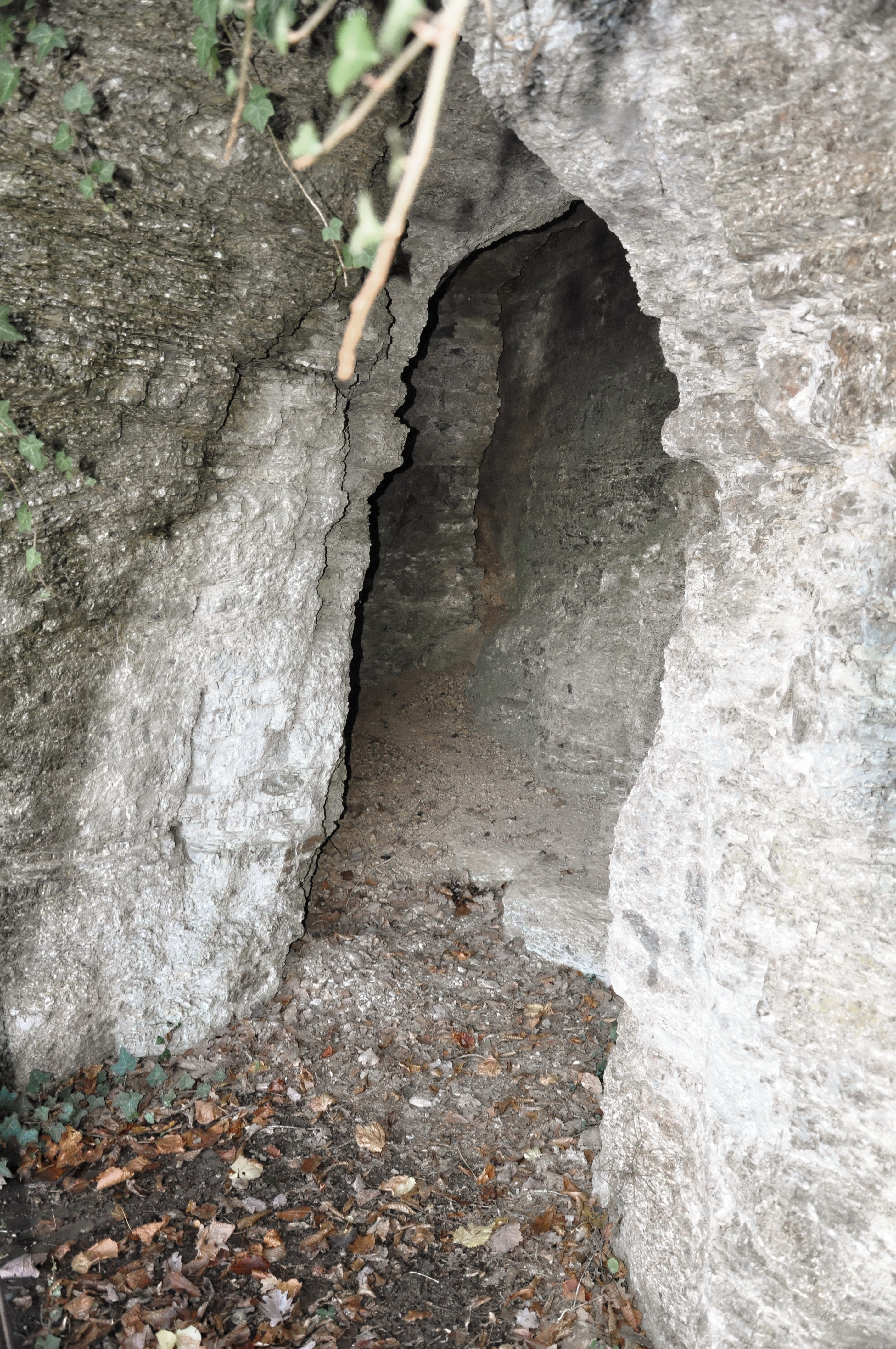
Notburga-Höhle